# Sanjiv Ahuja
Pour les articles homonymes, voir Ahuja.
 (mars 2014).
Si vous disposez d'ouvrages ou d'articles de référence ou si vous connaissez des sites web de qualité traitant du thème abordé ici, merci de compléter l'article en donnant les références utiles à sa vérifiabilité et en les liant à la section « Notes et références ».
Sanjiv Ahuja est né à Delhi, en Inde le 12 octobre 1952. Il a été le directeur général d'Orange à compter de mars 2004, et vice-président exécutif (service de communications personnelles) du groupe France Télécom. Il avait rejoint le groupe France Télécom le 23 avril 2003 comme chief operating officer d'Orange au niveau mondial. Il a quitté le groupe France Télécom pour "poursuivre d'autres projets"

## Autres fonctions
Le 19 mai 2006, il devient directeur non exécutif du groupe Cadbury Schweppes, mais se retire du conseil d'administration de la société en septembre 2008.
Il quitte le groupe France Telecom le 26 avril 2007.

## Carrière
Avant de rejoindre Orange, il était PDG de Comstellar Technologies, une start-up californienne dans le secteur des technologies de l'information.
Il a été le président de Telcordia Technologies (précédemment Bellcore), un grand équipementier américain en télécommunications fournissant 80 % des opérateurs des États-Unis.
Il a commencé sa carrière chez IBM en 1979 comme ingénieur informatique, et y a évolué dans différents rôles de direction, menant notamment l'entrée d'IBM dans les logiciels pour télécommunications.
Il dirige actuellement la société Augere qui se consacre la mise en place et la gestion de réseau WIMAX notamment au Pakistan, au Bangla Desh ou encore en Ouganda.

## Formation
Il a un diplôme d'ingénieur en electrical engineering de l'université de Delhi en Inde, et une maîtrise en informatique de l'université Columbia à New York City aux États-Unis.